# Umberto Albini
Umberto Albini (n. 3 mai 1923, Savona, Liguria, Italia – d. 25 ianuarie 2011, Genova, Italia) a fost un scriitor, filolog și traducător maghiar de naționalitate italiană.